# La rivincita delle bionde
La rivincita delle bionde (Legally Blonde) è un film del 2001 diretto da Robert Luketic con protagonista Reese Witherspoon. Prodotto dalla Metro-Goldwyn-Mayer, il film si basa sull'omonimo romanzo di Amanda Brown.
Nel 2003 è stato realizzato un sequel del film, Una bionda in carriera sempre con la Witherspoon come protagonista.
Nel 2007 è stato realizzato un musical a Broadway, Legally Blonde, arrivato in Italia a partire dalla stagione teatrale 2022/23.

## Trama
Elle Woods è una giovane donna viziata, che vive seguendo le regole di Cosmopolitan, passando le sue giornate tra amiche e shopping, portando sempre con sé il suo amato chihuahua Bruiser. Una sera il fidanzato Warner, dopo averla invitata a cena, la lascia, perché sogna una carriera in politica e considera Elle troppo frivola per poter stare accanto a lui. Inizialmente amareggiata, Elle decide di seguire Warner all'Università Harvard, studiando anche lei legge, per dimostrargli di non essere solo una ragazza superficiale.
Arrivata ad Harvard, Elle ritrova Warner ma scopre che è fidanzato ufficialmente con Vivian Kensington, che considera Elle stupida. Elle confessa a Warner di voler candidarsi per alcuni tirocini dei suoi professori ma lui le dice che non è abbastanza intelligente e che sta perdendo solo tempo. Elle capisce che Warner non ha intenzione di tornare con lei e cerca di impegnarsi nello studio per se stessa.
Nel semestre successivo, il professor Callahan decide di selezionare alcuni studenti del primo anno per aiutarlo in un caso, tra i quali Elle, Warner e Vivian. Callahan deve difendere Brooke Windham, un’istruttrice di fitness, accusata di aver ucciso il marito Hayworth, uomo benestante e molto più anziano di lei. Brooke non è in grado di fornire un alibi, ma rivelerà in privato ad Elle che quel giorno stava facendo una liposuzione, dettaglio che non può rivelare perché le rovinerebbe la reputazione. Intanto Vivian ed Elle legano e lei le rivela che Warner non sarebbe mai riuscito ad entrare ad Harvard senza l’aiuto di suo padre. Inoltre Emmett Richmond, socio di Callahan, ha notato il potenziale di Elle dopo che ha capito che Enrique, presunto amante di Brooke, in realtà è omosessuale e che la sua testimonianza è falsa.
Una sera, Callahan tenta di sedurre Elle e lei capisce di essere stata scelta per la sua bellezza e non per la sua intelligenza. Delusa, decide di ritornare in California, lo riferisce a Emmett, dicendogli il motivo per cui va via e chiedendogli di chiamarla qualora lui andasse in California. Emmett racconta tutto a Brooke, che decide di licenziare Callahan e di assumere Elle, sotto la supervisione di Emmett,essendo lei una studentessa. Elle al processo interroga Chutney, figlia del defunto marito di Brooke, che afferma che il giorno dell’omicidio era andata dal parrucchiere per farsi la permanente e che quando suo padre è stato ucciso, lei stava facendo una doccia e di non aver sentito lo sparo, ma quando è scesa a piano terra ha trovato Brooke vicino al cadavere del padre. Elle capisce che sta mentendo perché lavare i capelli subito dopo essersi fatti la permanente li rovinerebbe, mentre i capelli di Chutney al processo sono in ottimo stato. Messa alle strette, l'imputata confessa l’omicidio ma dichiara di avere ucciso il padre per errore, avendo intenzione di sparare a Brooke (non sopportava infatti che suo padre avesse sposato una ragazza con la sua stessa età).
Dopo il processo, Chutney viene arrestata, Brooke viene scagionata e Warner chiede ad Elle di ritornare insieme, ma lei lo rifiuta. Nel frattempo lei e Vivian diventano buone amiche, soprattutto dopo che lei ha lasciato Warner. Due anni dopo Elle tiene il discorso di laurea mentre Warner si laurea senza meriti e senza offerte di lavoro. Emmett ha aperto il suo studio ed ha una relazione con Elle da due anni e ha in mente di chiederle di sposarlo la stessa sera.

## Cameo
- Nel film appare in un cameo Raquel Welch nel ruolo di Mrs. Windham Vandermark.

## Riconoscimenti
- 2002 - MTV Movie Awards
  - Miglior performance comica

- 2002 - Golden Globe
  - Candidatura per il Golden Globe per il miglior film commedia o musicale
  - Candidatura per il Golden Globe per la migliore attrice in un film commedia o musicale